# Nigel Harman
Nigel Harman (Londra, 11 agosto 1973) è un attore e cantante inglese attivo in campo teatrale, televisivo e cinematografico.
Nel 2012 ha vinto il Laurence Olivier Award alla miglior performance in un ruolo non protagonista in un musical per la sua interpretazione in Shrek The Musical.

## Filmografia

### Cinema
- Blood Diamond - Diamanti di sangue (Blood Diamond), regia di Edward Zwick (2006)

### Televisione
- EastEnders - soap opera, 314 episodi (2003-2005)
- Downton Abbey - serie TV, 4 episodi (2013)